# Andrea Barbato
Andrea Barbato (Roma, 7 marzo 1934 – Roma, 12 febbraio 1996) è stato un giornalista, scrittore, politico e sceneggiatore italiano.

## Biografia
Barbato cominciò l'attività giornalistica in giovane età: a 22 anni entrò alla BBC, prendendo poi ad alternare collaborazioni con televisione e carta stampata; lavorò a il Messaggero, L'Espresso e Il Giorno, anche come inviato speciale in Africa ed Estremo Oriente.
Entrato in Rai "in quota" per il Partito Socialista Italiano (aderendo in particolare alla corrente di Riccardo Lombardi), nel 1968 fu incaricato di condurre la neo-istituita edizione di mezzogiorno del Telegiornale; parallelamente realizzò alcuni servizi per il settimanale TV7.
Nel 1961 la televisione di stato italiana creò un secondo canale e gli affidò la conduzione del relativo notiziario, che ancora non era stato istituito come testata autonoma, ma era una diretta emanazione della redazione del Programma Nazionale.
Nella notte tra il 20 e il 21 luglio 1969 fu il conduttore "coordinatore" dell'edizione straordinaria del Telegiornale che seguì in diretta il primo sbarco umano sulla Luna. Collaborò inoltre con Michelangelo Antonioni alla scrittura di Chung Kuo, documentario Rai sulla vita quotidiana nella Repubblica popolare Cinese sotto la guida di Mao Zedong. 
Nel 1971 cominciò a collaborare con La Stampa e successivamente divenne vice-direttore de la Repubblica. Nel 1974 curò la sceneggiatura del film L'invenzione di Morel; fu anche nominato direttore del TG2 e di Paese Sera dal 1982 al 1983.
Nel 1983 venne eletto alla Camera dei deputati come indipendente nelle liste del Partito Comunista Italiano per la IX Legislatura; a Montecitorio aderì al gruppo parlamentare della Sinistra Indipendente.
Concluso il mandato, nel 1987 rientrò in RAI e riprese la sua attività "in video", lavorando soprattutto su Rai 3: tra gli altri realizzò i programmi Cartolina (1989-1994), Italiani, Fluff, processo alla TV e Va' pensiero.
Nel 1991 sceneggiò il film Una storia semplice. Fu anche autore teatrale e televisivo (nel 1967 Caravaggio) e scrisse diversi libri. 
Morì il 12 febbraio 1996 al Policlinico Umberto I di Roma, in seguito a complicazioni successive a un intervento chirurgico cui era stato sottoposto dieci giorni prima per una malformazione all'aorta addominale. Riposa al cimitero del Verano.

## Vita privata
Fu sposato in seconde nozze con l'attrice Ivana Monti, da cui ebbe il figlio Tommaso nel 1989. L'altro suo figlio, Nicola, era nato dal precedente matrimonio.

## Opere
- L'elezione di Leone, con Sergio Milani, Roma, Napoleone, 1972.
- Nomi e cognomi. Appunti su personaggi della cronaca e della politica, Torino, Stampatori, 1978.
- A sinistra nella foto, Milano, Rizzoli, 1987. ISBN 88-17-66040-X.
- Lettere aperte, Roma, Armando, 1989. ISBN 88-7144-031-5.
- Cartoline, Milano, Sperling & Kupfer, 1990. ISBN 88-200-1099-2.
- Altre cartoline, Milano, Nuova ERI-Sperling & Kupfer, 1992. ISBN 88-200-1460-2.
- Come si manipola l'informazione. Il maccartismo e il ruolo dei media, Roma, Editori Riuniti, 1996. ISBN 88-359-4069-9.

## Filmografia

### Soggettista
- Gott mit uns, regia di Giuliano Montaldo (1969)

### Sceneggiatore
- Fai in fretta ad uccidermi... ho freddo!, regia di Francesco Maselli (1967)
- Chung Kuo, Cina, regia di Michelangelo Antonioni (1972)
- L'invenzione di Morel, regia di Emidio Greco (1974)
- Una storia semplice, regia di Emidio Greco (1991)